# لوحة مفاتيح دواسات

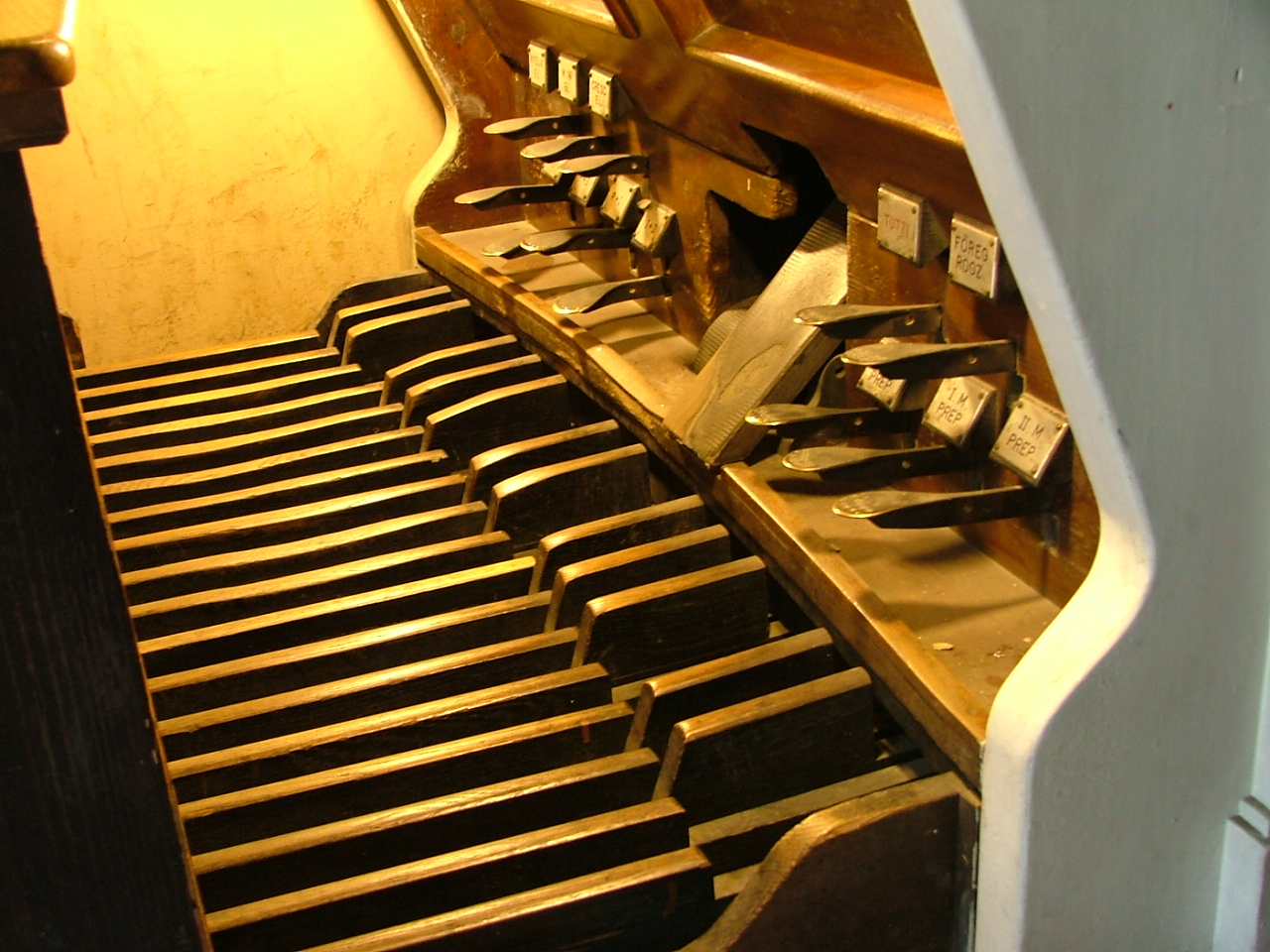
لوحة دواسات أورغان Rieger ذات الثلاثين نوطة.

لوحة مفاتيح دواسات (بالإنجليزية: pedal keyboard)‏ أو لوحة الدواسات (بالإنجليزية: pedalboard)‏ وتسمى أيضاً لوحة دواسات البيس (بالإنجليزية: bass pedalboard)‏) هي آلة مفاتيح تعزف بالقدمين وتستعمل عادة لعزف معزوفات البيس منخفضة الحدة في قطعة موسيقية. تتوفر لوحة الدواسات على مفاتيح طويلة رفيعة على شكل روافع مرتبة في نفس نمط نصف بعد السلمي لآلة المفاتيح اليدوية، مع مفاتيح طويلة للنوطات دو، ري، مي، فا، صول، لا، و سي، ومفاتيح أقصر وأعلى للنوطات دو♯، ري♯، فا♯، صول♯، لا♯. التدرب على تقنيات الدواسات جزء من البيداغوجيا العادية للأورغن في الموسيقى المسيحية والموسيقى الفنية.
توجد لوحات الدواسات في قاعدة قمرة العزف في معظم الأورغنات ذات الأنابيب، بيانوهات الدواسات، أورغنات المسرح، الأورغنات الإلكترونية. تستعمل لوحات الدواسات مستقلة أحيانا في البروغريسيف روك والجاز المدمج مثل Moog Taurus في سبعينات القرن 20. تستعمل أجهزة تحكم لوحات دواسات ميدي في القرن 21 مع السينثسيزرات، أورغنات إلكترونيكية مشابهة لأورغان هاموند، ومع أورغنات رقمية ذات أنابيب. تستعمل لوحات الدوسات أيضا مع بيانوهات الدواسات وبعض الهاربسكوردات، الكلافيكوردات، والكاريلونات.